# Ossaea rubescens
Ossaea rubescens är en tvåhjärtbladig växtart som först beskrevs av José Jéronimo Triana, och fick sitt nu gällande namn av Célestin Alfred Cogniaux. Ossaea rubescens ingår i släktet Ossaea och familjen Melastomataceae. Inga underarter finns listade i Catalogue of Life.